# Genocidio blanco (Armenia)

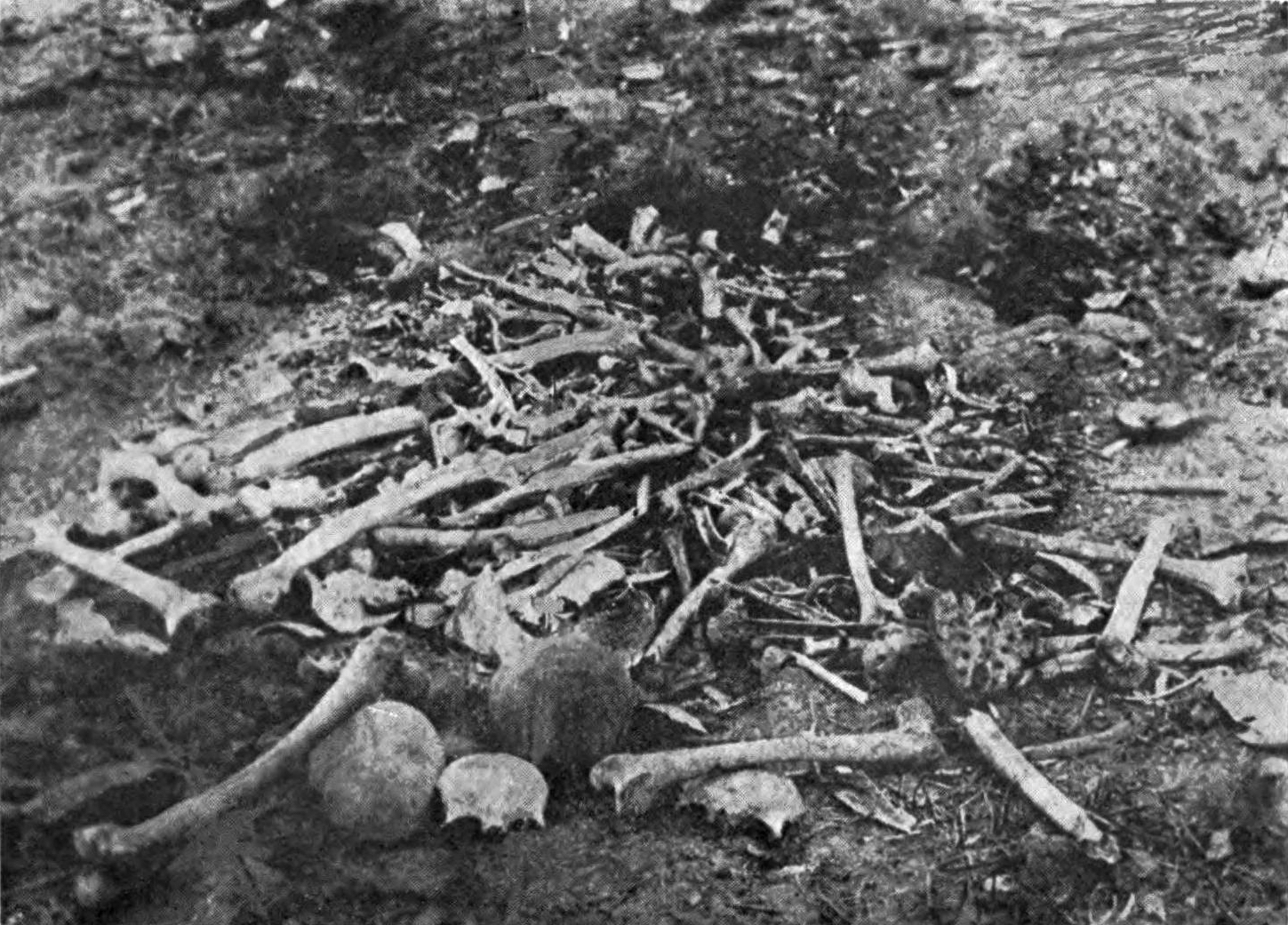
Restos de las víctimas del genocidio armenio en 1918.

Genocidio blanco (idioma armenio: սպիտակ ցեղասպանություն spitak tseghaspanutyun) es el término utilizado ampliamente en la comunidad armenia, tanto de forma histórica como social, para describir la situación de la diáspora armenia, especialmente en el mundo occidental.
El politólogo alemán Christoph Zürcher escribe en su libro de 2007 Las guerras postsoviéticas: rebelión, conflicto étnico y nación en el Cáucaso:

"Genocidio" se convirtió en una palabra clave, que tenía varias connotaciones. El genocidio "blanco" o la masacre "blanca" denotaban la represión, la asimilación o la migración forzada de armenios de sus tierras históricas (que eran mucho más grandes que la Armenia soviética e incluían Karabaj, así como áreas pertenecientes a la Turquía contemporánea).

Los armenios que viven en occidente consideran a los armenios que se asimilan dentro de la población local del país donde eventualmente se vieron obligados a emigrar (siendo algunos Estados Unidos, Francia, Argentina, Brasil, Canadá, etc.) como «perdidos» debido al continuo exilio después del Gran crimen contra el pueblo armenio entre 1915-1917 por parte del Imperio otomano. Por lo tanto considera que el armenio perdido es otra víctima del intento genocida de eliminar a los armenios.
El término también ha sido utilizado por algunos armenios para describir la discriminación contra los armenios en Alto Karabaj (controlada por la autoproclamada República de Artsaj) y Najicheván (exclave de Azerbaiyán al suroeste de Armenia), lo que ha provocado que los armenios abandonen sus hogares. Algunos utilizaron el término para definir la situación de la comunidad armenia en la región de Javakheti, en Georgia.